# Retinol
El retinol, también conocido como vitamina A 1, es una vitamina que se encuentra en los alimentos y se usa como suplemento dietético. Como suplemento se usa para tratar y prevenir la deficiencia de vitamina A, especialmente la que resulta en xeroftalmía. En las regiones donde la deficiencia es común, se recomienda una sola dosis grande para las personas con alto riesgo un par de veces al año, también se usa para reducir el riesgo de complicaciones en quienes tienen sarampión. Se utiliza por vía oral o mediante inyección en un músculo.
El retinol se tolera bien en dosis normales. Las dosis altas pueden provocar agrandamiento del hígado, piel seca o hipervitaminosis A. Las dosis altas durante el embarazo pueden causar daño al bebé. El retinol pertenece a la familia de la vitamina A.,  el organismo humano lo convierte en retinal y ácido retinoico, a través de los cuales actúa. Las fuentes dietéticas incluyen pescado, productos lácteos y carne.
El retinol se descubrió en 1909, se aisló en 1931 y se fabricó por primera vez en 1947. Está en la Lista de Medicamentos Esenciales de la Organización Mundial de la Salud. El retinol está disponible como medicamento genérico y de venta libre. El coste al por mayor en el mundo en desarrollo es de unos 0,02-0,30 dólares por 50.000 unidades. En Estados Unidos no es muy caro.